# Crostidia
Crostidia är ett släkte av skalbaggar. Crostidia ingår i familjen vivlar.
Kladogram enligt Catalogue of Life:
| Crostidia | \| \| Crostidia tenuipes \| \| \| \| |
|           | \| \| Crostidia tenuipes \| \| \| \| |
|           | Crostidia tenuipes                   |
|           |                                      |